# Show Low
Show Low – miasto w Stanach Zjednoczonych, w stanie Arizona, w hrabstwie Navajo. Według spisu w 2020 roku liczy 11,7 tys. mieszkańców. 
Show Low w 1953 otrzymał status miasta.
W mieście średnia temperatura minimalna wyniosła +37,6° F, a średnia temperatura maksymalna +65,9° F. W 2010 liczba gospodarstw domowych wynosiła 4368.
Miasto posiada 4 korty tenisowe i 5 pól golfowych (w tym 2 publiczne i 3 prywatne). Znajdują się tu 3 muzea. Show Low posiada lotnisko z dwoma pasami startowymi.